# Heinz-Joachim Simon
Heinz-Joachim Simon (* 15. April 1943 in Posen; † 28. Februar 2020 in Stuttgart) war ein deutscher Schriftsteller und Fachbuchautor.

## Leben und Werk
Bis 2003 war der Autor als Geschäftsführer einer Werbeagentur tätig und schrieb nur nebenbei.
Ab 2004 konzentrierte er sich jedoch ausschließlich auf sein literarisches Schaffen und schrieb historische und kriminalistische Romane. Nach seinen viel beachteten Romanen über den berühmten Kriegsfotografen Robert Capa und einem sechsbändigen Romanzyklus über die deutsche Geschichte seit dem 19. Jahrhundert legte Simon 2017 einen Roman über Che Guevara vor.
Der Autor war seit 1967 verheiratet mit Angelika Simon, geborene Bollin. Ihre Aquarelle bilden das Cover einiger seiner Bücher.
Er verstarb im Alter von 76 Jahren am 28. Februar 2020 nach kurzer, schwerer Krankheit. Er lebte in Weil der Stadt bei Stuttgart.

## Bibliographie (Auswahl)
- Die Ehre von Weil der Stadt: Das Shakespeare-Geheimnis. Westkreuz-Verlag, Berlin 2017, ISBN 978-3-944836-41-6.
- Che. Der Traum des Guerillero. Acabus, Hamburg 2017, ISBN 978-3-86282-488-5.
- Der Mann aus Hamburg. Die Vatikanverschwörung. Acabus Verlag, Hamburg 2015, ISBN 978-3-86282-389-5.
- Das Wunder von Weil der Stadt. Westkreuz-Verlag, Berlin 2014, ISBN 978-3-944836-14-0
- Robert Capa und Hemingways Geschichte. Westkreuz-Verlag, Berlin 2013, ISBN 978-3-944836-12-6.
- Der Picassomörder. Huntinger und das Geheimnis des Bösen. Acabus Verlag, Hamburg 2012, ISBN 978-3-86282-097-9.[8]
- Barabbas – Der zweite Sohn Gottes, Conte Verlag, St. Ingbert 2009, ISBN 978-3-941657-00-7

### Der Deutschlandzyklus – Der Berlinzyklus
Im „Berlin-Zyklus“ erschienen folgende Werke:
- Kotzebue. Herbig, München 1998, ISBN 3-8004-1370-1.
- Das Jahr des Sturms. Herbig, München 2000, ISBN 3-7766-2142-7.
- Berlin 1918. Ed. Lithaus, Berlin 2005, ISBN 978-3-939305-01-9.
- Der Kommissar vom Gendarmenmarkt. Westkreuz-Verlag, Bad Münstereifel 2005, ISBN 978-3-929592-77-1.
- Die Blumen der Wilhelmstraße. Ed. Lithaus, Berlin 2006, ISBN 978-3-939305-31-6.
- Letztes Requiem in Berlin. Ed. Lithaus, Berlin 2006, ISBN 978-3-939305-32-3.
- Der Kommissar und der Reichstagsbrand. Westkreuz-Verlag, Bad Münstereifel 2011, ISBN 978-3-939721-32-1.